# التدخين في إيطاليا
التدخين في إيطاليا تم حظره في الأماكن العامة بما في ذلك الحانات والمطاعم والمراقص والمكاتب منذ عام 2005. أيدت أغلبية الإيطاليين الحظر في الوقت الذي تم تنفيذه فيه لأول مرة، ولكن كان هناك نقص في الدعم من المدخنين وبعض أصحاب الحانات. 5% من أصحاب الحانات والمطاعم قاموا على الفور بإنشاء غرف منفصلة للتدخين.

## تاريخ
كان كريستوفر كولومبوس أول أوروبي اكتشف التبغ. كما وصف كيف استخدم السكان الأصليون في كوبا التبغ عن طريق إشعال الأعشاب المجففة الملفوفة في ورقة واستنشاق الدخان. وفقًا لموقع المدخنين الإيطالين عام 1561، اكتشف الأسقف بروسبيرو سانتاكروس أثناء وجوده في البرتغال الخصائص العلاجية لنوع من التبغ يسمى نيكوتيانا روستيكا. فأعاد البذور إلى إيطاليا. حوالي عام 1574، قام نيكولو تورنابوني، الذي شغل منصب سفير فلورنسا في باريس، بإدخال بذور نوع آخر من التبغ يعرف باسم نيكوتيانا تاباكوم إلى توسكانا. بحلول نهاية القرن السادس عشر، تم اشتقاق سلالات جديدة مختلفة وتم زراعتها في توسكانا، لومباردي، بييمونتي، فينيتو، ماركي، أومبريا، كامبانيا، سردينيا، وصقلية. لأكثر من 300 عام، تأثر نمو التبغ في إيطاليا بالضرائب واللوائح المعقدة التي فرضتها الولايات المختلفة قبل توحيدها في الدولة الحديثة في عام 1859. في عام 1861، أنشأت الحكومة شركة الاحتكار الوطنية "مونوبوليو ديلو ستاتو" لشراء جميع منتجات التبغ. بعد عام 1818، تمت زراعة تبغ كنتاكي وتخميره في توسكانا وأومبريا، وهو المسؤول عن النجاح التجاري لتبغ كنتاكي. سيجار توسكانو. بعد عام 1919، أصبحت السجائر مهيمنة بين الرجال، وبدأت النساء في التدخين ببطء - أقل من 10% في عام 1965. قامت شركة فيليب موريس بالإعلان بشكل مكثف في إيطاليا وفي مختلف أنحاء أوروبا الغربية، وخاصة من خلال رعاية سباقات الفورمولا 1 للسيارات. بحلول عام 1975، استحوذت علامتها التجارية مارلبورو على ربع سوق السجائر في إيطاليا.

## منذ عام 1975
تم تقديم تشريع مبكر لمكافحة التدخين في إيطاليا، عندما صدر القانون رقم 584 في 11 نوفمبر 1975، والذي يحظر التدخين في وسائل النقل العام وفي بعض الأماكن العامة مثل المستشفيات ودور السينما والمسارح والجامعات والمتاحف والمكتبات. في عام 1986، حاول وزير الصحة كونستانتي ديجان دون جدوى تنفيذ حظر التدخين في الحانات والمطاعم، ولكن تم إهمال هذه الجهود وسط مخاوف أخرى.
بعد ما يقرب من عقدين من الزمن، فرض وزير الصحة جيرولامو سيرشيا حظراً شاملاً على التدخين في جميع الأماكن العامة في 16 يناير 2003، مما جعل إيطاليا رابع دولة أوروبية تفرض حظراً على التدخين في جميع الأماكن العامة. انخفضت حالات الإصابة بالنوبات القلبية لدى البالغين الإيطاليين بشكل ملحوظ بعد تطبيق حظر التدخين. قد عُزي انخفاض الإصابة بالنوبات القلبية إلى انخفاض التدخين السلبي. قال وزير الصحة جيرولامو سيرشيا إن التدخين هو السبب الرئيسي للوفاة الذي يمكن الوقاية منه في إيطاليا.  قد أدى الحظر إلى انخفاض استهلاك السجائر بنسبة 8%. مع ذلك، فإن معدلات تطبيق القانون ليست موحدة في البلاد؛ فهي أعلى في شمال إيطاليا، توسكانا وسردينيا، وأقل بكثير في جنوب إيطاليا، وخاصة في كالابريا (70٪) وكامبانيا (76٪).

## انتشاره
بلغ معدل التدخين في إيطاليا بين عامي 2000 و 2020 حوالي 23.7٪. علاوة على ذلك، تظهر البيانات اتجاها عاما نحو الانخفاض في معدل التدخين بين عامي 2000 و2016. في عام 2005، عندما تم حظر التدخين في الأماكن العامة، كان المعدل حوالي 25.6% وانخفض إلى المستوى الحالي البالغ حوالي 23.7%. 

## اعترافات زينو
هي رواية صدرت عام 1923 للكاتب الإيطالي إيتالو سفيفو. الشخصية الرئيسية هي زينو كوسيني، والكتاب هو مذكرات الشخصية الخيالية التي يحتفظ بها لأن طبيبه النفسي الخيالي أوصى بها. يكتب زينو أولاً عن إدمانه للسجائر ويذكر المرات الأولى التي دخن فيها. في فقراته الأولى، يتذكر حياته عندما كان طفلاً. اشترى أحد أصدقائه السجائر له ولأخيه، وسرعان ما يسرق المال من والده لشراء التبغ، لكنه يقرر في النهاية عدم القيام بذلك بسبب العار. في نهاية المطاف، بدأ يدخن سيجار والده الذي كان يدخن نصفه بدلاً من ذلك.
المشكلة مع "سيجارته الأخيرة" تبدأ عندما أصبح في العشرين من عمره. يصاب بالحمى ويخبره طبيبه أنه يجب عليه الامتناع عن التدخين حتى يشفى. يقرر أن التدخين مضر بالنسبة له فيدخن آخر سيجارة حتى يتمكن من الإقلاع عن التدخين. لكن هذه ليست آخر سيجارة يدخنها وسرعان ما يصاب بداء السجائر الأخيرة. يحاول الإقلاع عن التدخين في أيام الأحداث المهمة في حياته وسرعان ما يحاول الإقلاع عنه بشكل مهووس على أساس التناغم في عدد التمور. في كل مرة، تفشل السيجارة في أن تكون الأخيرة حقًا. يذهب إلى الأطباء ويطلب من الأصدقاء مساعدته في الإقلاع عن هذه العادة، ولكن دون جدوى. حتى أنه يلتزم بالدخول إلى عيادة، لكنه يهرب. في حين أن الموضوع بأكمله جاد من الناحية الموضوعية، إلا أنه غالبًا ما يتم التعامل معه بطريقة فكاهية.